# Grev Roland
Roland eller oprindeligt Hruotland, Hruodland eller på italiensk Orlando, (født ca. 736 – 15. august 778) var markgreve af Bretagne i 700-tallet. Han er kendt som helten i Rolandskvadet, der har inspireret til mange senere sagn og litterære værker. Han var hærfører under Karl den Store, og blev dræbt i et bagholdsangreb i Pyrenæerne i 778.
Roland-figuren i form af en rolandsøjle kom efterhånden også til at symbolisere justits på markedspladsen i frie byer. På pladsen foran rådhuset i Bremen står således en stor statue af Grev Roland, kaldt Rolandstatuen. Denne er på UNESCOs Verdensarvsliste sammen med rådhuset.